# Гумилёв, Николай Степанович
Никола́й Степа́нович Гумилёв (3 [15] апреля 1886, Кронштадт — 26 августа 1921, Петроград) — русский поэт Серебряного века, создатель школы акмеизма, прозаик, драматург, переводчик и литературный критик, путешественник, африканист. Первый муж поэтессы Анны Ахматовой, отец историка Льва Гумилёва. Совершил две экспедиции по восточной и северо-восточной Африке в 1909 и 1913 годах.
Был расстрелян 26 августа 1921 года по обвинению в участии в антисоветском заговоре «Петроградской боевой организации Таганцева». Однако активное участие в заговоре подтверждено не было и 30 сентября 1991 года посмертно реабилитирован решением Верховного суда СССР. Место расстрела и захоронения до сих пор неизвестно.

## Биография

### Детство и юность
Родился в дворянской семье кронштадтского корабельного врача Степана Яковлевича Гу́милева (1836—1910). Мать — Анна Ивановна, урождённая Львова (1854—1941).
В детстве Николай Гумилёв был слабым и болезненным ребёнком: его постоянно мучили головные боли, он плохо переносил шум. Со слов Анны Ахматовой («Труды и дни Н. Гумилёва», т. II) своё первое четверостишие про прекрасную Ниагару будущий поэт написал в шесть лет.
В Царскосельскую гимназию он поступил осенью 1894 года, однако, проучившись лишь несколько месяцев, из-за болезни перешёл на домашнее обучение.
Осенью 1895 года Гумилёвы переехали из Царского Села в Петербург, наняли квартиру в доме купца Н. В. Шалина на углу Дегтярной и 3-й Рождественской улиц, и в следующем году Николай Гумилёв стал учиться в гимназии Гуревича. В 1900 году у старшего брата Дмитрия (1884—1922) обнаружился туберкулёз, и Гумилёвы уехали на Кавказ, в Тифлис. В связи с переездом Николай поступил второй раз в IV класс, во 2-ю Тифлисскую гимназию, но через полгода, 5 января 1901 года, был переведён в 1-ю Тифлисскую мужскую гимназию. Здесь в «Тифлисском листке» 1902 года впервые было опубликовано стихотворение Н. Гумилёва «Я в лес бежал из городов…».
В 1903 году Гумилёвы возвратились в Царское Село, и Николай Гумилёв в 1903 году вновь поступил в Царскосельскую гимназию (в VII класс). Учился он плохо и однажды даже был на грани отчисления, но директор гимназии И. Ф. Анненский настоял на том, чтобы оставить ученика на второй год: «Всё это правда, но ведь он пишет стихи». Весной 1906 года Николай Гумилёв всё-таки сдал выпускные экзамены и 30 мая получил аттестат зрелости № 544, в котором значилась единственная пятёрка — по логике.
За год до окончания гимназии на средства родителей была издана первая книга его стихов «Путь конквистадоров». Этот сборник удостоил своей отдельной рецензией Брюсов, один из авторитетнейших поэтов того времени. Хотя рецензия не была хвалебной, мэтр завершил её словами «Предположим, что она [книга] только „путь“ нового конквистадора и что его победы и завоевания — впереди», именно после этого между Брюсовым и Гумилёвым завязывается переписка. Долгое время Гумилёв считал Брюсова своим учителем, брюсовские мотивы прослеживаются во многих его стихах (самый известный из них — «Волшебная скрипка», впрочем, Брюсову и посвящённый). Мэтр же долгое время покровительствовал молодому поэту и относился к нему, в отличие от большинства своих учеников, добро, почти по-отечески.
После окончания гимназии двадцатилетний Гумилёв в 1906 году уехал учиться в Сорбонну.

### За границей

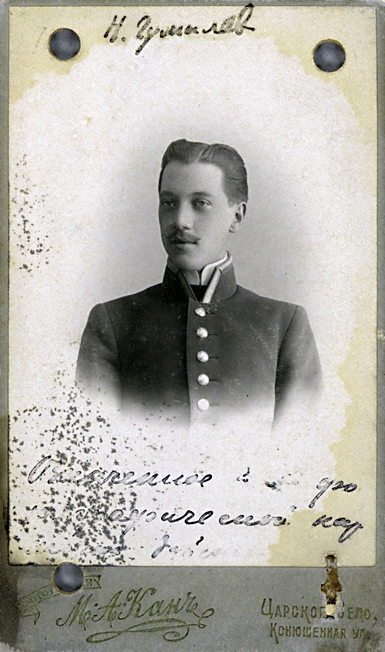
Фотография 1906 года

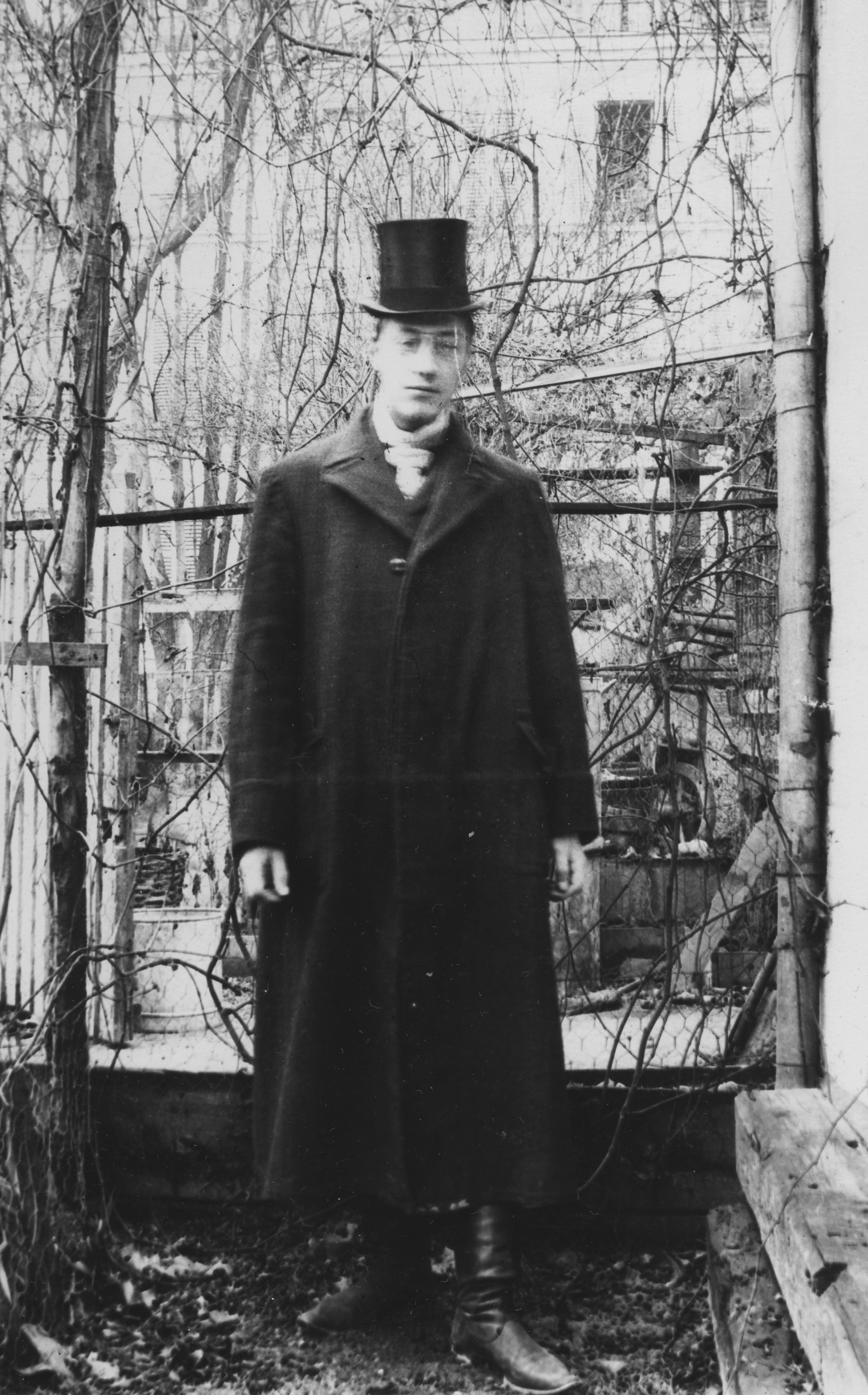
Фотография Максимилиана Волошина, Гумилёв Н. С. в Париже, 1906 г.

С 1906 года Николай Гумилёв жил в Париже: слушал лекции по французской литературе в Сорбонне, изучал живопись и также много путешествовал. Побывал в Италии. Находясь в Париже, издавал литературный журнал «Сириус» (в котором дебютировала Анна Ахматова), но вышло только 3 номера журнала. Посещал выставки, знакомился с французскими и русскими писателями, состоял в интенсивной переписке с Брюсовым, которому посылал свои стихи, статьи, рассказы. В Сорбонне Гумилёв познакомился с молодой поэтессой Елизаветой Дмитриевой. Эта мимолётная встреча через несколько лет сыграла драматическую роль в судьбе поэта.
В Париже Брюсов рекомендовал Гумилёва таким знаменитым поэтам, как Мережковский, Гиппиус, Белый и другие, однако мэтры небрежно отнеслись к молодому таланту. В 1908 году поэт «отомстил» за обиду, анонимно послав им стихотворение «Андрогин». Оно получило крайне благосклонный отзыв. Мережковский и Гиппиус высказали желание познакомиться с автором.
В 1907 году, в апреле, Гумилёв вернулся в Россию, чтобы пройти призывную комиссию. Он был освобождён от воинской повинности по причине астигматизма глаз.
В России молодой поэт встретился с учителем, Брюсовым, и возлюбленной, Анной Горенко. В июле он из Севастополя отправился в своё первое путешествие по Леванту и в конце июля вернулся в Париж. О том, как прошло путешествие, нет никаких сведений, кроме писем Брюсову.

После нашей встречи я был в Рязанской губернии, в Петербурге, две недели прожил в Крыму, неделю в Константинополе, в Смирне, имел мимолётный роман с какой-то гречанкой, воевал с апашами в Марселе и только вчера, не знаю как, не знаю зачем, очутился в Париже.

Есть версия, что именно тогда Гумилёв впервые побывал в Африке, об этом также свидетельствует стихотворение «Эзбекие», написанное в 1917 году (Как странно — ровно десять лет прошло // С тех пор, как я увидел Эзбекие). Однако хронологически это маловероятно.
В 1908 году в Париже Гумилёв издал свою вторую книгу стихов, сборник «Романтические цветы». Сергей Маковский писал о нём: «Стихотворения показались мне довольно слабыми даже для ранней книжки. Однако за исключением одного — „Баллады“; оно поразило меня трагическим тоном».
На деньги, полученные за сборник, а также на скопленные средства родителей, он отправляется во второе путешествие. Прибыл в Синоп, где 4 дня пришлось стоять на карантине, оттуда в Стамбул. После Турции Гумилёв посетил Грецию, затем отправился в Египет, где и посетил Эзбикие. В Каире у путешественника неожиданно кончились деньги, и он вынужден был поехать обратно. 29 ноября[уточнить] 1908 года он вновь был в Петербурге.
Николай Гумилёв — не только поэт, но и один из крупнейших исследователей Африки. Он совершил несколько экспедиций по восточной и северо-восточной Африке и привёз в Музей антропологии и этнографии (Кунсткамеру) в Санкт-Петербурге богатейшую коллекцию.

### Первая экспедиция в Абиссинию
Африка ещё с детства привлекала Гумилёва, его вдохновляли подвиги русских офицеров-добровольцев в Абиссинии (позднее он даже повторит маршрут Александра Булатовича и частично маршруты Николая Леонтьева). Несмотря на это, решение отправиться туда пришло внезапно, и 25 сентября [уточнить] 1909 года он отправляется в Одессу, оттуда — в Джибути, затем в Абиссинию. Подробности этого путешествия неизвестны. Известно лишь, что он побывал в Аддис-Абебе на парадном приёме у негуса. Можно считать доказанными дружеские отношения взаимной симпатии, возникшие между молодым Гумилёвым и умудрённым опытом Менеликом II. В статье «Умер ли Менелик?» поэт обрисовал происходившие при троне смуты и раскрыл личное отношение к происходящему.

### Между поездками
Три года между экспедициями были очень насыщенными в жизни поэта.

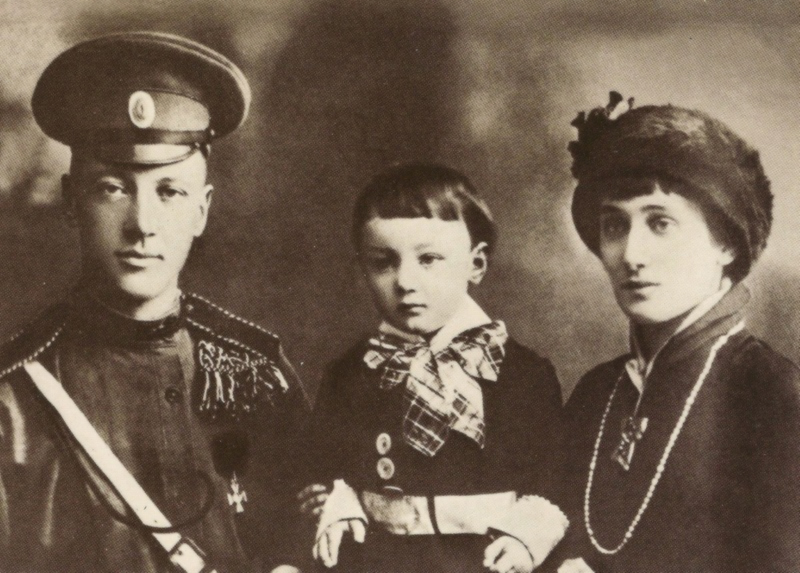
Гумилёв и Ахматова с сыном, 1915

Гумилёв посещает знаменитую «Башню» Вячеслава Иванова и Общество ревнителей художественного слова, где заводит множество новых литературных знакомств.
В 1909 году вместе с Сергеем Маковским Гумилёв организует иллюстрированный журнал по вопросам изобразительного искусства, музыки, театра и литературы «Аполлон», в котором начинает заведовать литературно-критическим отделом, печатает свои знаменитые «Письма о русской поэзии».
Весной того же года Гумилёв вновь встречает Елизавету Дмитриеву, у них завязывается роман. Со слов Дмитриевой, Гумилёв даже предлагал поэтессе выйти за него замуж. Но Дмитриева предпочитает Гумилёву другого поэта и его коллегу по редакции «Аполлона» — Максимилиана Волошина. Переводчик Иоганнес фон Гюнтер, поверивший в версию Дмитриевой, устроил «16 или 17 ноября» встречу между Гумилёвым и Дмитриевой на квартире её подруги, надеясь на примирение «возлюбленных». Гумилёв пришёл и сказал следующее:

 «Мадемуазель, <…> вы распространяете ложь, будто я собирался жениться на вас. Вы были моей метресской. На таковых не женятся. Это я хотел вам сказать»

Осенью, когда скандально разоблачается личность «Черубины де Габриак» — литературной мистификации Волошина и Дмитриевой, Гумилёв якобы, по свидетельству Дмитриевой, позволил себе нелестно высказаться о поэтессе, Волошин наносит ему публичное оскорбление (даёт пощёчину) и получает вызов. Дуэль состоялась на Чёрной речке 22 ноября 1909 года, и новость о ней попала во многие столичные журналы и газеты. Стрелялись на кремнёвых гладкоствольных пистолетах пушкинского времени, оба поэта остались невредимы: Гумилёв выстрелил вверх, Волошин стрелял — две осечки. Гумилёв настаивал на третьей попытке, но секунданты объявили дуэль завершённой. Дуэлянты не подали друг другу руки — их следующая встреча и примирение состоится только в 1921 г. в Феодосии. Воспоминания Волошина о последнем замечании Гумилева: 
«Но я <этого> не говорил. Вы поверили словам той сумасшедшей женщины… Впрочем… если Вы не удовлетворены, то я могу отвечать за свои слова, как тогда…» Это были последние слова, сказанные между нами.
В 1910 году вышел сборник «Жемчуга», в который как одна из частей были включены «Романтические цветы». В состав «Жемчугов» входит поэма «Капитаны», одно из известнейших произведений Николая Гумилёва. Сборник получил хвалебные отзывы В. Брюсова, В. Иванова, И. Анненского и других критиков, хотя его называли «ещё ученической книгой».
25 апреля 1910 года, после трёх лет колебаний, он наконец женился: в Николаевской церкви села Никольская слободка, в предместье города Киева, Гумилёв обвенчался с Анной Андреевной Горенко (Ахматовой).
В 1911 году при активнейшем участии Гумилёва был основан «Цех поэтов», в который, кроме Гумилёва, входили Анна Ахматова, Осип Мандельштам, Владимир Нарбут, Сергей Городецкий, Елизавета Кузьмина-Караваева (будущая «Мать Мария»), Зенкевич и другие.
В это время символизм переживал кризис, который молодые поэты стремились преодолеть. Поэзию они провозгласили ремеслом, а всех поэтов разделили на мастеров и подмастерьев. В «Цехе» мастерами, или «синдиками» считались Городецкий и Гумилёв. Первоначально «Цех» не имел чёткой литературной направленности. На первом заседании, которое состоялось на квартире у Городецкого, были Пяст, Блок с женой, Ахматова и другие. Блок писал об этом заседании:

Безалаберный и милый вечер. <…> Молодёжь. Анна Ахматова. Разговор с Н. С. Гумилёвым и его хорошие стихи <…> Было весело и просто. С молодыми добреешь.

В 1912 году Гумилёв заявил о появлении нового художественного течения — акмеизма, в которое оказались включены члены «Цеха поэтов». Акмеизм провозглашал материальность, предметность тематики и образов, точность слова. Появление нового течения вызвало бурную реакцию, по большей части негативную. В том же году акмеисты открывают собственное издательство «Гиперборей» и одноимённый журнал.
Гумилёв поступает на историко-филологический факультет Петербургского университета, где изучает старофранцузскую поэзию.
В этом же году был издан поэтический сборник «Чужое небо», в котором, в частности, были напечатаны первая, вторая и третья песнь поэмы «Открытие Америки».
1 октября 1912 года у Анны и Николая Гумилёвых родился сын Лев.

### Вторая экспедиция в Абиссинию
Вторая экспедиция состоялась в 1913 году. Она была организована лучше и согласована с Академией наук. Сначала Гумилёв хотел пересечь Данакильскую пустыню, изучить малоизвестные племена и попытаться их цивилизовать, но Академия отклонила этот маршрут как дорогостоящий, и поэт вынужден был предложить новый маршрут:

Я должен был отправиться в порт Джибутти <…> оттуда по железной дороге к Харрару, потом, составив караван, на юг, в область между Сомалийским полуостровом и озёрами Рудольфа, Маргариты, Звай; захватить возможно большой район исследования.

Вместе с Гумилёвым в качестве фотографа в Африку поехал его племянник Николай Сверчков.
Сначала Гумилёв отправился в Одессу, затем в Стамбул. Там Гумилёв познакомился с турецким консулом Мозар-беем, ехавшим в Харар; путь они продолжили вместе. Из Стамбула они направились в Египет, оттуда — в Джибути. Путники должны были отправиться вглубь страны по железной дороге, но через 260 км поезд остановился из-за того, что дожди размыли путь. Большая часть пассажиров вернулась, но Гумилёв, Сверчков и Мозар-бей выпросили у рабочих дрезину и проехали 80 км повреждённого пути на ней. Приехав в Дире-Дауа, поэт нанял переводчика и отправился караваном в Харар.

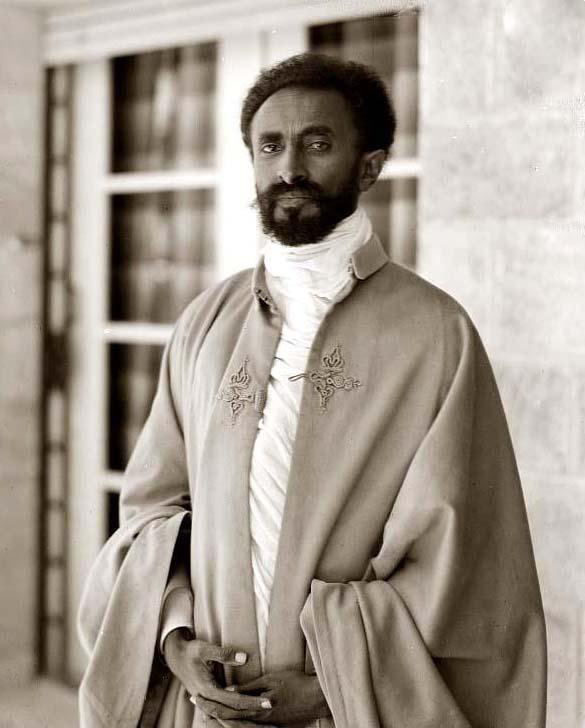
Хайле Селассие I

В Хараре Гумилёв не без осложнений купил мулов, там же он познакомился с расом Тэфэри (тогда — губернатор Харара, впоследствии император Хайле Селассие I; приверженцы растафарианства считают его воплощением Господа — Джа). Поэт подарил будущему императору ящик вермута и сфотографировал его, его жену и сестру. В Хараре Гумилёв начал собирать свою коллекцию.

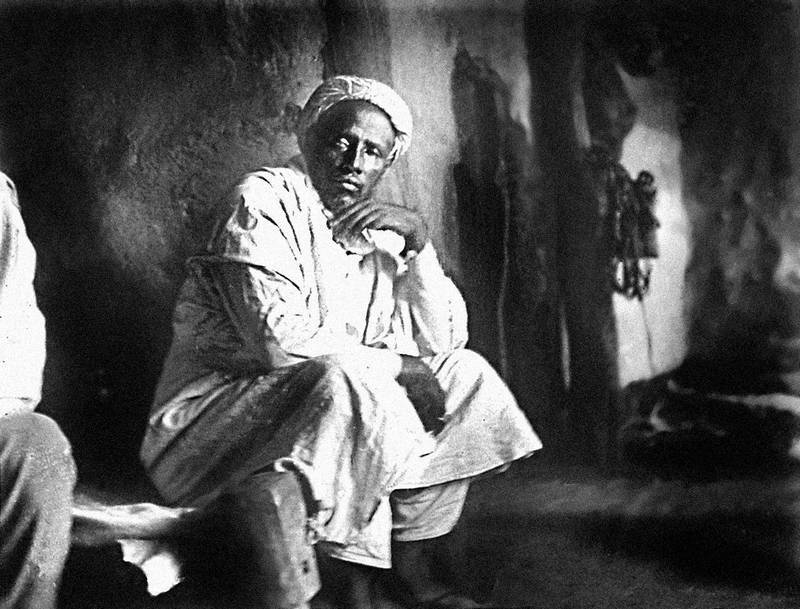
Аба Муда

Из Харара путь лежал через малоизученные земли галла в селение Шейх-Гуссейн. По пути пришлось переправляться через быстроводную реку Уаби, где Николая Сверчкова чуть не утащил крокодил. Вскоре начались проблемы с провизией. Гумилёв вынужден был охотиться для добычи пропитания. Когда цель была достигнута, вождь и духовный наставник Шейх-Гуссейна Аба-Муда прислал экспедиции провизию и тепло принял её. Вот как описал его Гумилёв:

Жирный негр восседал на персидских коврах

В полутёмной неубранной зале,

Точно идол, в браслетах, серьгах и перстнях,

Лишь глаза его дивно сверкали.
— «Галла»
Там Гумилёву показали гробницу святого Шейх-Гуссейна, в честь которого и был назван город. Там была пещера, из которой, по преданию, не мог выбраться грешник:

Надо было раздеться <…> и пролезть между камней в очень узкий проход. Если кто застревал — он умирал в страшных мучениях: никто не смел протянуть ему руку, никто не смел подать ему кусок хлеба или чашку воды…

Гумилёв пролез туда и благополучно вернулся.
Записав житие Шейх-Гуссейна, экспедиция двинулась в город Гинир. Пополнив коллекцию и набрав в Гинире воды, путешественники пошли на запад, в тяжелейший путь к деревне Матакуа.
Дальнейшая судьба экспедиции неизвестна, африканский дневник Гумилёва прерывается на слове «Дорога…» 26 июля. По некоторым данным, 11 августа измученная экспедиция дошла в долину Дера, где Гумилёв остановился в доме родителей некоего Х. Мариам. Он лечил хозяйку от малярии, освободил наказанного раба, и родители назвали в честь него родившегося сына. Однако в рассказе абиссинца есть хронологические неточности. Как бы то ни было, Гумилёв благополучно добрался до Харара и в середине августа уже был в Джибути, но из-за финансовых трудностей застрял там на три недели. В Россию он вернулся 1 сентября.
Передал в Музей антропологии и этнографии (Кунсткамеру) в Санкт-Петербурге богатую коллекцию.

### Первая мировая война
Начало 1914 года было тяжёлым для поэта: перестал существовать цех, возникли сложности в отношениях с Ахматовой, наскучила богемная жизнь, которую он вёл, вернувшись из Африки.
После начала Первой мировой войны в начале августа 1914 года Гумилёв записался добровольцем в армию. Вместе с Николаем на войну (по призыву) ушёл и его брат Дмитрий Гумилёв, который был контужен в бою и умер в 1922 году.
Примечательно, что хотя почти все именитые поэты того времени слагали или патриотические, или военные стихи, в боевых действиях добровольцами участвовали лишь двое: Гумилёв и Бенедикт Лившиц.
Гумилёв был зачислен вольноопределяющимся и направлен для прохождения обучения в Гвардейский запасной кавалерийский полк, располагавшийся в Кречевицах под Новгородом. В конце сентября 1914 года он прибыл с маршевым эскадроном в Лейб-Гвардии Уланский Её Величества полк, который тогда располагался в Литве, у границы с Восточной Пруссией.
В октябре 1914 года он со своим полком участвовал во вторжении в Восточную Пруссию, затем, в ноябре 1914 года, полк был переброшен на территорию Царства Польского и участвовал в боях за Петроков. За ночную разведку Приказом по Гвардейскому кавалерийскому корпусу от 24 декабря 1914 года № 30 Гумилёв был награждён Георгиевским крестом 4-й степени № 134060 и повышен в звании до ефрейтора. Крест был вручён ему 13 января 1915 года, а 15 января он был произведён в унтер-офицеры.
В конце февраля в результате непрерывных боевых действий и разъездов Гумилёв простудился:

Мы наступали, выбивали немцев из деревень, ходили в разъезды, я тоже проделывал всё это, но как во сне, то дрожа в ознобе, то сгорая в жару. Наконец, после одной ночи, в течение которой я, не выходя из халупы, совершил по крайней мере двадцать обходов и пятнадцать побегов из плена, я решил смерить температуру. Градусник показал 38,7.

Месяц поэт лечился в Петрограде, потом вновь был возвращён на фронт, в свой полк, находившийся в Литве.
В 1915 году, с апреля по июнь, хотя активных боевых действий не велось, Гумилёв почти ежедневно участвовал в разведывательных разъездах. Затем Николай Гумилёв воевал на Волыни. Здесь он прошёл самые тяжкие военные испытания, получил 2-й Георгиевский крест, которым очень гордился. На это Анна Ахматова откликнулась несколько скептически:

Долетают редко вести

К нашему крыльцу.

Подарили белый крестик

Твоему отцу.

Так она писала маленькому сыну Льву.
6 июля началась масштабная атака противника. Была поставлена задача удерживать позиции до подхода пехоты, операция была проведена успешно, причём было спасено несколько пулемётов, один из которых нёс Гумилёв. За это Приказом по Гвардейскому кавалерийскому корпусу от 5 декабря 1915 года № 1486 он награждён знаком отличия военного ордена Георгиевского креста 3-й степени № 108868.
В сентябре 1915 года Гумилёв был откомандирован в школу прапорщиков в Петрограде. Используя эту передышку, Гумилёв вёл активную литературную деятельность.
28 марта 1916 года приказом Главнокомандующего Западным фронтом № 3332 Гумилёв был произведён в прапорщики с переводом в 5-й Гусарский Александрийский полк.
В апреле 1916 года поэт прибыл в гусарский полк, стоявший возле Двинска. В мае Гумилёв вновь был эвакуирован в Петроград. Описанная в «Записках кавалериста» ночная скачка в жару стоила ему воспаления лёгких. Когда лечение почти закончилось, Гумилёв без спроса вышел на мороз, в результате чего болезнь вновь обострилась. Врачи рекомендовали ему лечиться на юге. Гумилёв уехал в Ялту. Однако на этом военная жизнь поэта не закончилась. 8 июля 1916 года он вновь уехал на фронт, вновь ненадолго. 17 августа приказом по полку № 240 Гумилёв был командирован в Николаевское кавалерийское училище, в сентябре — октябре 1916 года сдавал экзамены на чин корнета, но не прошёл его, не сдав экзамен по фортификации. Он снова отбыл на фронт и оставался в окопах вплоть до января 1917 года.
В 1916 году вышел сборник стихов «Колчан», в который вошли стихи на военную тему.
В апреле 1917 года Гумилёв был награждён орденом Святого Станислава 3-й степени с мечами и бантом, но поэт не успел его получить. В 1917 году Гумилёв решил перевестись на Салоникский фронт и отправился в русский экспедиционный корпус в Париж. Во Францию он поехал северным маршрутом — через Швецию, Норвегию и Англию. В Лондоне Гумилёв задержался на месяц, где познакомился с поэтом Уильямом Батлером Йейтсом и писателем Гилбертом Честертоном. Англию Гумилёв покинул в отличном настроении: бумага и типографские расходы оказались там гораздо дешевле, и «Гиперборей» он мог печатать там.
Прибыв в Париж, проходил службу в качестве адъютанта при комиссаре Временного правительства, где подружился с художниками М. Ф. Ларионовым и Н. С. Гончаровой.
В Париже поэт влюбился в полурусскую-полуфранцуженку Елену Карловну дю Буше, дочь известного хирурга. Посвятил ей стихотворный сборник «К Синей звезде». Вскоре Гумилёв перешёл в 3-ю бригаду. Однако разложение армии чувствовалось и там. Вскоре 1-я и 2-я бригада подняли мятеж. Он был подавлен, причём Гумилёв лично принимал участие в подавлении, многих солдат депортировали в Петроград, оставшихся объединили в одну особую бригаду.
22 января 1918 года Б. В. Анреп устроил его в шифровальный отдел Русского правительственного комитета. Там Гумилёв проработал два месяца. Однако чиновничья работа не устраивала его, и 10 апреля 1918 года поэт отбывает в Россию. На пароходе из Гавра с ним плыл поэт Вадим Гарднер, они жили в одной каюте. 24-25 апреля они прибыли в Мурманск, откуда они отправились в Петроград.

### В Советской России
В 1918 году был издан сборник «Костёр», а также африканская поэма «Мик». Прототипом Луи, обезьяньего царя, послужил Лев Гумилёв. Время для выхода сказочной поэмы было неудачным, и она была встречена прохладно. К этому периоду относится его увлечение малайским пантуном — часть пьесы «Дитя Аллаха» (1918) написана в форме прошитого пантуна.
5 августа 1918 года состоялся развод с Анной Ахматовой. Отношения между поэтами разладились давно, но развестись с правом вновь вступить в брак до революции было невозможно.
8 августа 1918 года женился на Анне Николаевне Энгельгардт, дочери историка и литературоведа Н. А. Энгельгардта.
В 1918—1920 годах Гумилёв читал лекции о поэтическом творчестве в Институте живого слова.
В 1920 году был учреждён Петроградский отдел Всероссийского Союза поэтов, туда вошёл и Гумилёв. Формально главой Союза был избран Блок, поэтому фактически Союзом управляла «более чем пробольшевистски» настроенная группа во главе с поэтессой Надеждой Павлович. Под предлогом того, что в выборах председателя не было достигнуто кворума, были назначены перевыборы. Лагерь Павлович, считая, что это простая формальность, согласился, однако на перевыборах была неожиданно выдвинута кандидатура Гумилёва, который и победил с перевесом в один голос.
Близкое участие в делах отдела принимал Горький. Когда возник горьковский план «История культуры в картинах» для издательства «Всемирная литература», Гумилёв поддержал эти начинания. Его «Отравленная туника» пришлась как нельзя более кстати. Кроме того, Гумилёв дал секции пьесы «Гондла», «Охота на носорога» и «Красота Морни». Судьба последней печальна: полный её текст не сохранился.
В 1921 году Гумилёв опубликовал два сборника стихов. Первый — «Шатёр», написанный на основе впечатлений от путешествий по Африке. «Шатёр» должен был стать первой частью грандиозного «учебника географии в стихах». В нём Гумилёв планировал описать в рифму всю обитаемую сушу. Второй сборник — «Огненный столп», в который вошли такие значительные произведения, как «Слово», «Шестое чувство», «Мои читатели». Многие считают, что «Огненный столп» — вершинный сборник поэта.
С весны 1921 года Гумилёв руководил студией «Звучащая раковина», где делился опытом и знаниями с молодыми поэтами, читал лекции о поэтике.
Живя в Советской России, Гумилёв не скрывал своих религиозных и политических взглядов — он открыто крестился на храмы, заявлял о своих воззрениях. Так, на одном из поэтических вечеров он на вопрос из зала — «каковы ваши политические убеждения?» — ответил: «я убеждённый монархист».

### Арест и расстрел

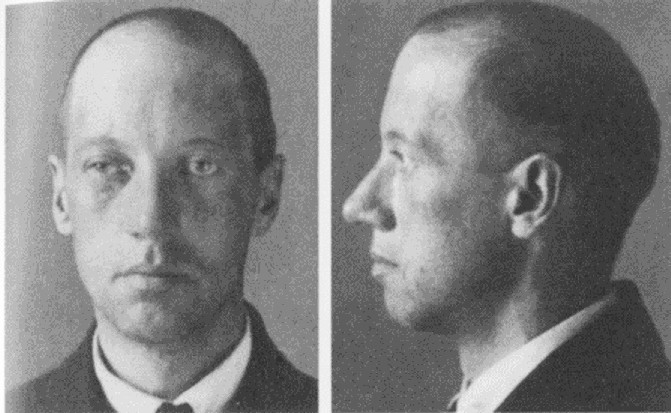
Николай Гумилёв. Фото из следственного дела. 1921 г.

3 августа 1921 года Гумилёв был арестован по обвинению в участии в заговоре «Петроградской боевой организации В. Н. Таганцева». Вечер перед арестом провёл в беседах с писателем Владиславом Ходасевичем, утверждал, что в прекрасной физической форме и собирается дожить минимум до 90 лет. Сын филолога-античника Георгия Стратановского, поэт Сергей Стратановский рассказывал, что его отец попал в ту же камеру, где сидел Гумилёв, и он видел на стене выцарапанные слова: «Господи, прости мои прегрешения, иду в последний путь! Николай Гумилёв». Одним из последних стихотворений поэта стало записанное им, уже будучи в заключении, на обороте членского билета:
Какое отравное зелье
Влилось в моё бытие,
Мученье моё, веселье,
Святое безумье моё…
В августе 1921 года в Петрогубчека было направлено письмо литераторов в защиту Н. С. Гумилёва:
В Президиум Петроградской Губернской Чрезвычайной Комиссии
Председатель Петербургского Отделения Всероссийского Союза Поэтов, член редакционной коллегии Государственного Издательства «Всемирная Литература», член Высшего Совета Дома Искусств, член Комитета Дома Литераторов, преподаватель Пролеткульта, профессор Российского Института Истории Искусств Николай Степанович Гумилёв арестован по ордеру Губ. Ч.К. в начале текущего месяца. Ввиду деятельного участия Н. С. Гумилёва во всех указанных учреждениях и высокого его значения для русской литературы, нижепоименованные учреждения ходатайствуют об освобождении Н. С. Гумилёва под их поручительство.
Председатель Петроградского отдела Всероссийского Союза Писателей А. Л. Волынский
Товарищ председателя Петроградского отделения Всероссийского Союза Поэтов М. Лозинский
Председатель Коллегии по Управлению Домом Литераторов Б. Харитон
Председатель Петропролеткульта А. Маширов
Председатель Высшего Совета «Дома Искусств» М. Горький

Член Издательской Коллегии «Всемирной Литературы» Ив. Ладыжников
Несколько дней Михаил Лозинский и Николай Оцуп пытались выручить друга, но, несмотря на это, вскоре поэт был казнён.
24 августа вышло постановление Петроградской ГубЧК о расстреле участников «Таганцевского заговора» (всего 61 человек), опубликованное 1 сентября с указанием, что приговор уже приведён в исполнение. Гумилёв и ещё 56 осуждённых, как установлено в 2014 году, были расстреляны в ночь на 26 августа. Место расстрела и захоронения до сих пор неизвестно, во вновь обнаруженных документах это не указано. Распространены следующие версии:
- Бернгардовка (долина реки Лубьи) во Всеволожске. Мост через реку Лубья, на берегу установлен памятный крест.
- Район пристани «Лисий Нос», за пороховыми складами. Глухая местность недалеко от ж/д-станции «Раздельная» (ныне Лисий Нос) ранее использовалась как место проведения казней по приговорам военно-полевых судов.
- Анна Ахматова считала, что место казни было на окраине города в стороне Пороховых.
- Ковалёвский лес, в районе арсенала Ржевского полигона, у изгиба реки Лубьи.
- В районе железнодорожных платформ Корнево и Проба[44].

Версии событий 1921 года

Крест-кенотаф на вероятном месте расстрела Гумилёва. Бернгардовка (долина реки Лубьи)

Крест-кенотаф на вероятном месте расстрела Гумилёва. Ковалёвский лес, в районе арсенала Ржевского полигона, у изгиба реки Лубьи

Пирс в Лисьем Носу — традиционное место казней в Петербурге и возможное место расстрела Гумилёва

О причастности Гумилёва к заговору В. Н. Таганцева есть три версии:
- Гумилёв участвовал в заговоре — официальная советская версия 1921—1987 годов, поддержанная некоторыми знавшими поэта эмигрантами[38][45] и рядом биографов, например, В. Шубинским.
- Гумилёв не участвовал в заговоре, а лишь знал о нём и не донёс — версия 1960-х годов, распространённая в СССР времён перестройки (1987—1991)[46] и в наши дни.
- Заговора не существовало вообще, он полностью был сфабрикован ЧК в связи с Кронштадтским восстанием — в 1992 году дело было признано сфабрикованным и все осуждённые по делу «Петроградской боевой организации» были реабилитированы[10][47].

В протесте прокурора СССР, составленном 19 сентября 1991 года, даётся юридическая оценка обвинения 1921 года:
Постановление в отношении Гумилёва подлежит отмене, а дело — прекращению по следующим основаниям…
Из имеющихся в деле материалов не вытекает, что Гумилёв, как это указано в обвинительном заключении, являлся активным участником «Петроградской боевой организации». Нет в деле данных и о том, что он принимал участие в составлении прокламаций контрреволюционного содержания, не доказана и какая-либо другая его практическая антисоветская деятельность.
После дачи согласия Вячеславскому Гумилёв никакой работы в контрреволюционной организации не проводил и в ней не состоял.
Об этом свидетельствует и тот факт, что Гумилёву даже не были известны подлинные фамилии представителей организации, которые встречались с ним и предлагали участвовать в контрреволюционном мятеже. Кроме того, со стороны Гумилёва отсутствовала всякая инициатива, направленная на организацию встреч с представителями ПБО.

Что же касается получения Гумилёвым денег от Вячеславского, якобы для организации мятежа, этот факт носит лишь чисто символический, условный характер и не может быть положен в основу вины Гумилёва. Согласно прилагаемой к протесту справке Управления эмиссионно-кассовых операций Государственного банка СССР, исходя из соотношения реальной ценности денег 200 тысяч рублей на 1.4.21 г. соответствовали всего лишь 5,6 руб. 1913 г. В связи с исключительно низкой покупательной способностью денег в период получения их от Вячеславского Гумилёв не мог приобрести на них даже простейшие технические средства для напечатания прокламаций или другие предметы для предполагаемых участников заговора… Эпизодическая, односторонняя связь, установленная ПБО с Гумилёвым, лишала его возможности вернуть Вячеславскому деньги. Других же участников контрреволюционной организации Гумилёв не знал… Одним из убедительных доказательств лояльности Гумилёва к советской власти является тот факт, что у него нет ни одного антисоветского произведения…
Через одиннадцать дней после вынесения протеста прокурора Судебная коллегия Верховного суда определила: постановление в отношении Н. С. Гумилёва — отменить, дело — прекратить. При этом было подчёркнуто, что Н. С. Гумилёв был подвергнут расстрелу — «без указания закона». 30 сентября 1991 года спустя 71 год после расстрела, решением Верховного суда СССР Николай Гумилёв был посмертно реабилитирован. В этом же году было установлено, что всей Петроградской боевой организации, покушавшейся свергнуть советскую власть, «как таковой не существовало, она была создана искусственно следственными органами, а уголовное дело в отношении участников организации, получившей своё название только в процессе расследования, было полностью сфальсифицировано. Все участники ПБО… реабилитированы».

## Адреса в Санкт-Петербурге — Петрограде

5-я линия ВО, д. 10

- 1886 год, апрель — Кронштадт, дом Григорьевой по Екатерининской улице, 7;
- 1886 год, июнь — Царское Село, Московская улица, 42, против Торгового переулка;
- 1890 год — Гумилёвы купили усадьбу по Николаевской железной дороге — Поповку;
- 1893 год, осень — Петербург, съёмная квартира 8 на 3-й Рождественской улице, 32 (в доме купца Н. В. Шалина на углу Дегтярной);
- 1903 год, лето — Царское Село, съёмная квартира на углу Оранжерейной и Средней улиц, в доме Полубояринова;
- 1909—1911 годы — 5-я линии Васильевского острова, 10 (мемориальная доска)[источник не указан 617 дней];
- 1911—1916 годы — Царское Село, Малая улица, дом 63;
- 1912—1914 годы — Тучкова набережная, 20, кв. 29;
- 19.08.1916—25.10.1916 — Литейный проспект, дом 31, кв. 14[49];
- 03.05.1918—1919 — Ивановская улица, 20/65, кв. 15;
- 04.04.1919—1920 — Преображенская улица, 5, кв. 2;
- 1920 — 3 августа 1921 года — ДИСК — проспект 25-го Октября, 15.

## Семья
Родители:

Памятник Николаю Гумилёву в Коктебеле

- отец Степан Яковлевич Гумилёв (28 июля 1836 — 6 февраля 1910).
- мать Анна Ивановна, урождённая Львова (4 июня 1854 — 24 декабря 1941). От брата, контр-адмирала Льва Ивановича Львова, унаследовала вместе со старшей сестрой Варварой родовое имение Слепнёво в Бежецком уезде Тверской губернии, где воспитывала внука Льва.
  - Николай Гумилёв
  - 1-я жена: Анна Андреевна Горенко (Ахматова) (11 [23] июня 1889 — 5 марта 1966).
    - их сын Лев Гумилёв (1 октября 1912 — 15 июня 1992).

  - 2-я жена: Анна Николаевна Энгельгардт (1894/95 — апрель 1942).
    - их дочь Елена Гумилёва (14 апреля 1919, Петроград — 25 июня 1942, Ленинград), работница местного почтамта, позже — счетовод совхоза 2-го Ленинградского института. Скончалась в больнице им. Мечникова. Анна Энгельгардт и Елена Гумилёва погибли от голода в блокадном Ленинграде.

  - Возлюбленная: Ольга Николаевна Высотская (18 декабря 1885, Москва — 18 января 1966, Тирасполь).
    - их сын Орест Николаевич Высотский (26 октября 1913, Москва — 1 сентября 1992[50]). 2 дочери и 1 сын Николай. По состоянию на 2008 год были живы:
      - старшая дочь Ия Сазонова, у неё есть дочь и внучка;
        - 3 дочери Ларисы Высотской, её младшей сестры, погибшей в 1999 году[50].

## Творчество

### Основные черты
Основные темы стихотворений Гумилёва — любовь, искусство, жизнь, смерть, также присутствуют военные и «географические» стихи. В отличие от большинства современных ему поэтов, в творчестве Гумилёва практически отсутствует политическая тематика.
Хотя размеры стихов Гумилёва крайне разнообразны, сам он считал, что лучше всего у него получаются анапесты. Верлибр Гумилёв использовал редко и считал, что хотя тот и завоевал «право на гражданство в поэзии всех стран, тем не менее, совершенно очевидно, что верлибр должен использоваться чрезвычайно редко». Самый знаменитый верлибр Гумилёва — «Мои читатели».
Для развития литературы ценна не только поэзия Гумилёва, но и его проза. В частности, Гумилёва называют предшественником авторов героического фэнтези; его рассказы «Принцесса Зара» (1908), «Лесной дьявол» (1911) и в особенности «Чёрный Дик» (1908) сходны с произведениями Роберта Говарда.

### Основные работы

#### Сборники стихов
- Горы и ущелья (рукописный) (Тифлис, 1901)
- Путь конквистадоров (СПб.: типо-лит. Р. С. Вольпина, 1905)
- Романтические цветы (Париж: Impr. Danzig, 1908) (Романтические цветы: Стихи 1903—1907 г. — 3-е изд. — Пг.: Прометей, 1918. — 74 с.)
- Жемчуга (М.: «Скорпион», 1910)
- Чужое небо (СПб.: Аполлон, 1912)
- Колчан (М.—Пг.: Альциона, 1916) (Колчан: 4-я книга стихов. — 2-е изд. — Берлин: Петрополис, 1923. — 108 с.)
- Костёр (на титульном листе: С-Петербург [ Пг.] : Гиперборей, 1918 — 43, [5]с.)
- Фарфоровый павильон: Китайские стихи (Пг.: Гиперборей, 1918)
- Шатёр (Севастополь: Издание цеха поэтов, 1921; Ревель: Библиофил, [1921])
- Огненный столп (Петербург: Петрополис, 1921)

#### Пьесы
- Дон Жуан в Египте (1912)
- Игра (1913, опубликована 1916)
- Актеон (1913)
- Гондла (1917)
- Дитя Аллаха (1918)
- Отравленная туника (1918, опубликована 1952)
- Дерево превращений (1918, опубликована 1989)
- Охота на носорога (1920, опубликована 1987)

#### Драматические сцены и фрагменты
- Ахилл и Одиссей (1908)
- Зелёный тюльпан
- Красота Морни (1919, опубликована 1984)

#### Проза
- Дитя Аллаха: Араб. сказка в 3 карт. (СПб., 1917)
- Записки кавалериста]] (1914—1915)[53]
- Чёрный генерал (1917)
- Весёлые братья
- Африканский дневник
- Вверх по Нилу
- Карты
- Девкалион
- Скрипка Страдивариуса

#### Поэмы
- Мик. Африканская поэма Архивная копия от 7 октября 2015 на Wayback Machine (СПб.: Гиперборей, 1918)
- Поэма начала (1921)

#### Переводы
- Теофиль Готье «Эмали и камеи» (СПб.: издательство б. М. В. Попова, вл. М. А. Ясный, 1914)
- Роберт Браунинг «Пиппа проходит» (1914)
- Альбер Самен «Полифем»
- «Гильгамеш» (1919[54])
- Уильям Шекспир «Фальстаф» (1921)

#### Критика
- Статьи и заметки о русской поэзии]] (1923)[55]

#### Посмертные издания
- Гумилёв Н. С. Тень от пальмы. Рассказы. — Петроград: Мысль, 1922
- Гумилёв Н. С. Стихотворения: Посмертный сборник. — 2-е доп. изд. — Пг.: Мысль, 1923. — 128 с.
- Гумилёв Н. С. Письма о русской поэзии. — Петроград: Мысль, 1923. — 223 с.
- Гумилёв Н. С. К Синей звезде: Неизданные стихи 1918 г. — Берлин: Петрополис, 1923
- Гумилёв Н. С. Посмертные стихи. — Шанхай: Гиппокрена, 1935

## Влияние на литературу
Упорная и вдохновенная деятельность Гумилёва по созданию формализованных «школ поэтического мастерства» (три «Цеха поэтов», «Студия живого слова» и др.), к которой скептически относились многие современники, оказалась весьма плодотворной. Его ученики — Георгий Адамович, Георгий Иванов, Ирина Одоевцева, Николай Оцуп, Всеволод Рождественский, Николай Тихонов, Николай Браун и другие — стали заметными творческими индивидуальностями. Созданный им акмеизм, привлёкший таких крупнейших талантов эпохи, как Анну Ахматову и Осипа Мандельштама, стал вполне жизнеспособным творческим методом. Значительным было влияние Гумилёва и на эмигрантскую, и (как через Тихонова, так и непосредственно) на советскую поэзию (в последнем случае — несмотря на полузапретность его имени, а во многом и благодаря этому обстоятельству). Так, учениками Гумилёва считали себя не знакомые с ним лично Н. Н. Туроверов и С. Н. Марков.
Николай Гумилёв является главным героем фантастической трилогии «Гиперборейская чума», написанной А. Г. Лазарчуком и М. Г. Успенским. Название первого романа трилогии — Посмотри в глаза чудовищ — строчка из стихотворения Гумилёва Волшебная скрипка. В книгах трилогии приводятся стихи из «Чёрной тетради», якобы принадлежащие Николаю Гумилёву. На самом деле это — стилизация, и настоящим автором стихов является поэт Дмитрий Быков.

## Награды
- Георгиевский крест IV степени (24 декабря 1914 года).
- Георгиевский крест III степени (5 декабря 1915 года).
- Орден Святого Станислава III степени с мечами и бантом (апрель 1917).

## Отзывы современников
В Гумилёве было много хорошего. Он обладал отличным литературным вкусом, несколько поверхностным, но в известном смысле непогрешимым. К стихам подходил формально, но в этой области был и зорок, и тонок. В механику стиха он проникал, как мало кто. Думаю, что он это делал глубже и зорче, нежели даже Брюсов. Поэзию он обожал, в суждениях старался быть беспристрастным. За всем тем его разговор, как и его стихи, редко был для меня «питателен». Он был удивительно молод душой, а может быть и умом. Он всегда мне казался ребёнком. Было что-то ребяческое в его под машинку стриженой голове, в его выправке, скорее гимназической, чем военной. То же ребячество прорывалось в его увлечении Африкой, войной, наконец — в напускной важности, которая так меня удивила при первой встрече и которая вдруг сползала, куда-то улетучивалась, пока он не спохватывался и не натягивал её на себя сызнова. Изображать взрослого ему нравилось, как всем детям. Он любил играть в «мэтра», в литературное начальство своих «гумилят», то есть маленьких поэтов и поэтесс, его окружавших. Поэтическая детвора его очень любила. Иногда, после лекций о поэтике, он играл с нею в жмурки — в самом буквальном, а не в переносном смысле слова. Я раза два это видел. Гумилёв был тогда похож на славного пятиклассника, который разыгрался с приготовишками. Было забавно видеть, как через полчаса после этого он, играя в большого, степенно беседовал с А. Ф. Кони.
— Владислав Ходасевич, «Некрополь»
Оценка Гумилёва критикой всегда была неоднозначной. Поэт и критик Борис Садовской в рецензии 1912 года называет Николая Гумилёва «бездарным стихотворцем». Считалось[кем?], что стихи Гумилёва не сочинялись сами[как?], а тщательно продумывались и конструировались. Находили[кто?], что в его произведениях нет претензий к форме, но отсутствует самое главное: душа. Таким образом, его стихи воспринимались как искусная имитация творчества.
Председатель Петроградского отдела Всероссийского Союза Писателей Аким Волынский, товарищ председателя Петроградского отделения Всероссийского Союза Поэтов Михаил Лозинский, председатель Коллегии по Управлению Домом Литераторов Борис Харитон, председатель Петропролеткульта Алексей Маширов, председатель Высшего Совета «Дома Искусств» М. Горький и член Издательской Коллегии «Всемирной Литературы» Иван Ладыжников в своём письме в защиту Николая Гумилёва отмечали «высокое его значение для русской литературы».
Поэт Иннокентий Анненский так отзывался о Николае Гумилёве:
«Николай Гумилёв… кажется, чувствует краски более, чем очертания, и сильнее любит изящное, чем музыкально-прекрасное. Очень много работает над материалом для стихов и иногда достигает точности почти французской. Ритмы его изысканно тревожны… Лиризм Н. Гумилёва — экзотическая тоска по красочно причудливым вырезам далёкого юга. Он любит всё изысканное и странное, но верный вкус делает его строгим в подборе декораций».

## Судьба творческого наследия в СССР
Николай Гумилёв — легенда русской поэзии. Самое проклятое советской властью поэтическое имя. Семьдесят лет носитель его числился государственным преступником. И почти всё это время было наложено вето на его творчество и на память о нём: Гумилёва не только запрещали публиковать, но и упоминать в печати, за чтение и хранение его стихов и даже портретов бросали в тюрьмы и лагеря, обрекали на смерть. Опасно было просто упоминать вслух это имя — прослывёшь неблагонадёжным … Чтобы реабилитировать Гумилёва, нужен был коммунистический путч и его провал, падение режима, казнившего поэта. История вывернулась наизнанку — преступником оказалась власть, а не Гумилёв. 
Вплоть до 1970-х годов стихотворения Николая Гумилёва распространялись в СССР через «самиздат». Первые упоминания поэта в советской литературе появляются в 1974 году. Сразу несколько публикаций после долгого запрета появились в советской периодике в 1986 году.

## Переводы на другие языки
- Армянский язык: Գումիլյով, Նիկոլայ «Հարյուր բանաստեղծություն» | Гумилёв, Николай «Сто стихотворений» [Пер. на арм. Геворга Гиланца]. — Ереван: Антарес", 2016. — 144 с. ISBN 978-9939519197
- Болгарский язык: Гумильов Н. Н. Африкански лов | Гумилёв, Николай. Африканская охота [Пер. на болг.: Евтимова, Румяна]. — София: Gutenberg Publishing House, 2017. — 216 с. ISBN 978-619-176-093-0
- Греческий язык: Γκουμιλιόφ, Νικολάι. Στη σκιά του φοίνικα | Гумилёв, Н. С.. Тень от пальмы [Пер. на греч. Д. Триантафиллидиса]. — Афины: Samizdat, 2018. — ISBN 978-618-5220-18-1
- Иврит: ניקולאי גומיליוב מבחר מאמרים | Гумилёв, Николай. Анатомия Стихотворения [Пер. на иврит: טינו מוסקוביץ]. — Тель-Авив: DEHAK, 2021. — ISBN 978-965-92795-9-3
- Испанский язык: Gumiliov N. Relatos del frente en Prusia Oriental | Гумилёв, Николай. Рассказы с фронта Восточной Пруссии : [Документальные проза и стихи] [Пер. на исп.: Korobenko, Olga; Sánchez-Nieves, Marta] — Валенсия: Libros de Trapisonda, 2016. — 144 с. ISBN 978-989-814-570-3
- Украинский язык: Гумільов М. Вибрана лірика | Гумилёв, Н. Стихотворения и поэмы [Латник, Григорій]. — Львов: Видавництво Анетти Антоненко, 2016. — 100 с. ISBN 978-617-7192-58-8
- Шведский язык: Gumiljov N. Kavalleristens Anteckningar | Гумилёв, Николай. Записки кавалериста [Пер. на швед.: Asaid, Alan]. — Стокгольм: Modernista, 2017. — 96 с. — ISBN 978-91-7701-039-5

## Образ Н. С. Гумилёва в художественной литературе
Н. С. Гумилёв в качестве персонажа беллетристических мемуаров или как литературный герой появляется в следующих произведениях:
- «Маков цвет» (1908) — драма З. Гиппиус, Д. Мережковского и Д. Философова.
- «Мужицкий сфинкс» (1921—1925, 1928) — беллетристические мемуары Михаила Зенкевича.
- «Сумасшедший корабль» (1930) — роман О. Форш.
- «Оптимистическая трагедия» (1932) — пьеса Всеволода Вишневского, в которой цитируется поэма Н. С. Гумилёва «Капитаны» (с указанием автора).
- «На берегах Невы» (1967) — воспоминания Ирины Одоевцевой.
- «Держатель знака» (1984, опубл. 1993) — роман Елены Чудиновой.
- «Пастух медведей» — сборник стихов Андрея Белянина, стихотворение «Памяти Николая Гумилёва» (1991).
- «Эфиоп, или Последний из КГБ» (1997) — фантастический роман Бориса Штерна.
- «Посмотри в глаза чудовищ» (1997), «Марш Экклезиастов» (2006) — первая и третья книги фантастической трилогии (1997—2006) Андрея Лазарчука и Михаила Успенского.
- «Революция. Японский городовой» (2010) — фантастический роман Юрия Бурносова, 3-я книга межавторского цикла «Этногенез».
- «Последний мужчина» (2012) — роман Михаила Сергеева.
- «Гумилёв» (2017) — стихотворение Павла Великжанина[62].
- «Колдовской ребёнок. Дочь Гумилёва» (2021) — роман Елены Чудиновой.

## Память
- В городе Бежецке установлена скульптурная композиция, посвящённая Н. Гумилёву, А. Ахматовой и Л. Гумилёву[63].

Памятник Анне Ахматовой, Николаю и Льву Гумилёвым в Бежецке

- Памятный знак в честь Н. Гумилёва установлен в посёлке Победино Краснознаменского района Калининградской области[64];
- Памятник Н. Гумилёву в Коктебеле;
- Памятник в посёлке Шилово Рязанской области[65];
- Мемориальная доска в виде бронзового барельефа на Доме искусств в Калининграде;
- Музейно-литературный центр «Дом поэтов» селе Градницы Бежецкого района Тверской области, посвящённый жизни и творчеству Анны Ахматовой и Николая Гумилёва;

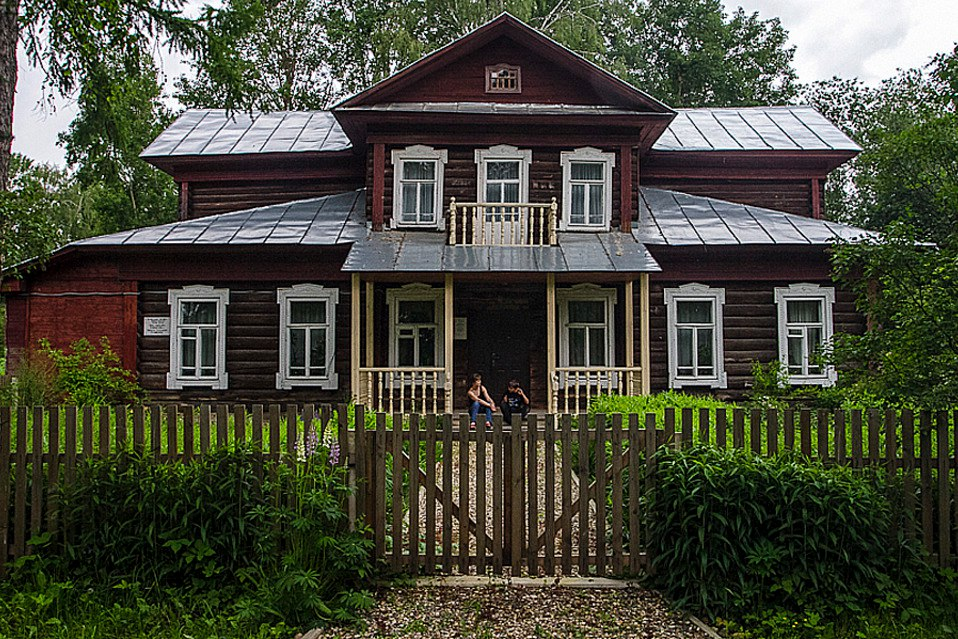
Музейно-литературный центр «Дом поэтов» в Градницах

- В честь Н. Гумилёва назван астероид (4556) Гумилёв, открытый астрономом Крымской астрофизической обсерватории Людмилой Карачкиной 27 августа 1987 года[66];
- В 2011 году Почта России выпустила конверт с изображением книг Н. Гумилёва и маркой с портретом поэта;[источник не указан 487 дней]
- В 2016 году установлен памятник в городе Всеволожске[67];
- 15 апреля 2019 года на территории Российского государственного педагогического университета имени А. И. Герцена состоялось торжественное открытие памятника поэту;[источник не указан 487 дней]
- правление Московской областной организации Союза писателей учредило Большую серебряную медаль Гумилёва, которой награждает литераторов за верность творческим традициям «Серебряного века»";[источник не указан 487 дней]
- В 2021 году в Бежецке планируется[источник не указан 487 дней] открытие музейно-выставочного центра «Дом Гумилёвых», приуроченное к 135-летию со дня рождения поэта и 100-летию со дня его смерти[68].

## Праздники в честь Н. С. Гумилёва
- В Краснознаменске (Калининградская область) ежегодно проходит вечер «Гумилёвская осень», на который съезжаются поэты и известные люди со всей России[69].
- Во Всеволожске ежегодно проводятся литературно-поэтические встречи под открытым небом «День памяти поэта Николая Гумилёва во Всеволожске»[70].

## Документальные фильмы
- В 2011 году на телеканале Культура снят документальный фильм «Завещание» (Режиссёр В. Буробин, «Пигмалион Пикчерс») о поэте, писателе Павле Николаевиче Лукницком и его сыне С. П. Лукницком, посвятивших свои жизни собиранию и сохранению уникального архива Николая Гумилёва[71].
- «Новая версия. Гумилёв против диктатуры» (Пятый канал, 2009 год), в котором утверждается, что Гумилёв не был случайной жертвой, а сознательно и целенаправленно боролся с советским режимом[72].